# Comuna Budachi, Cetatea Albă
Budachi (în ucraineană Приморське, transliterat: Prîmorske) este o comună în raionul Cetatea Albă, regiunea Odesa, Ucraina, formată din satele Budachi (reședința), Budachi-Cordon, Catorga, Ciobana, Codăești și Nicolae Bălcescu.

## Demografie
Componența lingvistică a comunei Budachi
     Ucraineană (86,82%)
     Rusă (9,6%)
     Română (2,23%)
     Alte limbi (0,93%)
Conform recensământului din 2001, majoritatea populației comunei Budachi era vorbitoare de ucraineană (86,82%), existând în minoritate și vorbitori de rusă (9,6%) și română (2,23%).